# Arado Ar 80
Die Arado Ar 80 war die Vorkriegsentwicklung eines Jagdflugzeugs der Arado Flugzeugwerke. Sie wurde für die erste Jagdflugzeugausschreibung der Luftwaffe vor dem Zweiten Weltkrieg konstruiert, zeigte jedoch keine überzeugenden Leistungen und litt unter zahlreichen Problemen. Die Ausschreibung wurde schließlich von der Messerschmitt Bf 109 gewonnen und die Prototypen der Ar 80 endeten als Versuchsflugzeuge.

## Hintergrund
Arado war eine der wenigen deutschen Firmen, die zum Zeitpunkt der Ausschreibung bereits Erfahrung mit der Konstruktion moderner Jagdflugzeuge hatte. Die Arado Ar 65, die zu ihrer Zeit das beste Jagdflugzeug der Luftwaffe war, wurde bereits in Serie produziert und als Nachfolger entstand die Arado Ar 68. Dadurch wurden sie zu einem der Kandidaten für den Bau des zukünftigen Jagdflugzeuges.

## Die Ausschreibung
1933 beschloss das Technische Amt des Reichsluftfahrtministeriums (RLM) eine Reihe von Forschungsprojekten für die Zukunft des Luftkampfs. Als Ergebnis entstanden vier Grundentwürfe für Flugzeuge der zukünftigen Luftwaffe:
- Rüstungsflugzeug I für einen mehrsitzigen mittleren Bomber
- Rüstungsflugzeug II für einen taktischen Bomber
- Rüstungsflugzeug III für einen zweisitzigen schweren Jäger
- Rüstungsflugzeug IV für einen einsitzigen Jäger

Das Rüstungsflugzeug IV sollte ein einsitziges Jagdflugzeug in Form eines Ganzmetall-Eindeckers sein, das die zu diesem Zeitpunkt eingesetzten Doppeldecker ersetzen sollte. Obwohl das zukünftige Flugzeug in der Lage sein sollte, alle anderen im Flug zu schlagen, wurden die Anforderungen nicht allzu hoch angesetzt.
Das Flugzeug sollte mit dem neuen Junkers Jumo 210 eine Höchstgeschwindigkeit von 400 km/h in 6000 m Höhe erreichen und für 20 Minuten halten können. Es sollte dabei insgesamt 90 Minuten lang fliegen können. Mindestens drei Maschinengewehre mit je 1000 Schuss oder eine 20-mm-Kanone mit 200 Schuss sollten zum Einsatz kommen. Um eine hohe Wendigkeit zu gewährleisten, sollte die Flächenbelastung unter 100 kg/m² liegen. Die Prioritäten lagen dabei in der Reihenfolge: Fluggeschwindigkeit, Steiggeschwindigkeit und Wendigkeit.
Diese Spezifikation wurden nicht isoliert festgelegt, sie beruhten vielmehr auf den bereits ab 1933 begonnenen privaten Entwicklungen bei Heinkel und Arado für ein Jagdflugzeug in Eindecker-Auslegung. Es wurden lediglich die besten Eigenschaften beider Typen ausgewählt und in einer Spezifikation zusammengefasst. Hermann Göring forderte im Oktober 1933 zunächst ein sogenanntes „Hochgeschwindigkeits-Kurierflugzeug“ bei diesen Unternehmen an. Im Mai 1934 folgte die endgültige und offizielle Ausschreibung für das Jagdflugzeug.
Die Ausschreibung ging außer an Heinkel und Arado auch an Focke-Wulf. Jeder sollte im Laufe des Jahres 1934 drei Prototypen für einen direkten Vergleich liefern. Wenige Monate später flog die Messerschmitt Bf 108 der Bayerischen Flugzeugwerke (BFW), die aufgrund der Forderung nach einem „Sportflugzeug“ entstand. Wegen der fortgeschrittenen Konstruktion wurde BFW dann ebenfalls eine Teilnahme angeboten.

## Entwicklungsgeschichte
Zwar war offiziell Walter Blume Leiter des Konstruktionsteams, die meiste Vorarbeit leistete jedoch Walter Rethel. Er kannte die Vor- und Nachteile der Schalenbauweise, bei Arado gab es aber ansonsten keinerlei Erfahrungen damit. Die Konkurrenz bei Heinkel hatte bereits 1932 mit der Heinkel He 70 Erfahrung in der Schalenbauweise sammeln können und war somit im Vorteil.
Dennoch glaubte Rethel, dass er nicht nur in der Lage wäre, erfolgreich ein Flugzeug in Schalenbauweise zu bauen, sondern auch noch eine leichter und einfacher zu bauende Konstruktion als die anderer Unternehmen. Seine Lösung bestand darin, zwei Sätze von Metallschienen längs um den Rumpf zu legen.
Der erste Satz wurde ungefähr in der Form eines „C“ geformt – mit schmalen Flanschen an den offenen Enden des C, mit denen sie einfach an die Spanten genietet werden konnten. Auf diese Weise konnte er die sonst üblichen Längsrippen zwischen den Spanten einsparen. Beim Anbringen langer, paralleler Streifen auf einer zigarrenförmigen Oberfläche wird deutlich, dass der Abstand zwischen den Streifen zu den Enden hin immer kleiner wird. Um diese Lücken zu füllen, benutzte Rethel einen zweiten Satz von Metallschienen, die in der Form so zugeschnitten waren, dass sie die Zwischenräume exakt abdeckten. Dieses System ermöglichte nicht nur eine „perfekt“ aerodynamische Form, sondern war theoretisch auch leichter und einfacher zu bauen. Das System erschien so vorteilhaft, dass man glaubte, andere Teile des Flugzeuges schwerer und stabiler bauen zu können.
Der Rest des Flugzeuges war eher konventionell. Der Vorderrumpf und die inneren Tragflächen wurde aus Stahlrohren mit aufgesetzten Aluminiumverkleidungen gebaut, die Tragflächenenden entstanden aus Aluminium-Formteilen, die an der Oberseite ebenfalls mit Aluminium beplankt und an der Unterseite mit Stoff bespannt wurden. Wie bei den Heinkel-Konstruktionen wurde ein „Knickflügel“ verwendet, um ein kürzeres Fahrwerk einsetzen zu können. Während Heinkel jedoch eine elliptische Tragflächenform wählte, wies die von Arado gewählte eine gerade Form auf.
Um die Formteile der äußeren Tragfläche nicht zur Aufnahme eines nach außen einziehbaren Fahrwerk aufschneiden zu müssen, entschied Rethel, das Fahrwerk direkt nach hinten einzuziehen, wobei das Rad sich um 90 Grad drehen sollte.

## Versuchsmuster

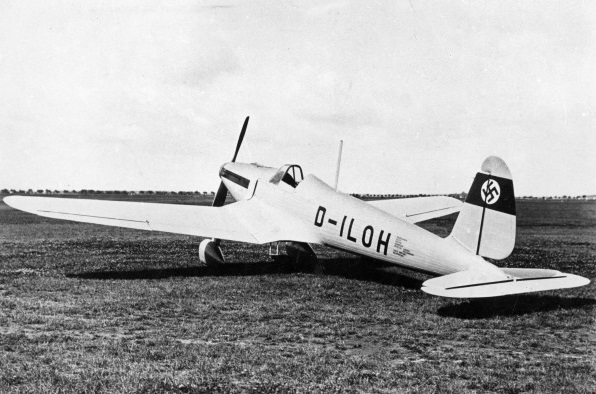
Die Ar 80 V1 mit Rolls-Royce-Motor

Da Rethel 1934 noch vor der Fertigstellung der Ar 80 von Arado zu Willy Messerschmitt wechselte, wurde die Konstruktion durch Blume fortgeführt.
Das Flugzeug sollte mit dem Junkers-Jumo-210-Motor und einem nicht verstellbaren hölzernen Zweiblattpropeller ausgerüstet werden. Da dieses Triebwerk bis zum Vergleichsfliegen jedoch noch nicht fertig wurde, musste ein Ersatztriebwerk beschafft werden. Zufälligerweise hatte Arado bereits einen Rolls-Royce Kestrel VI gekauft, der in der Arado Ar 67 eingesetzt werden sollte. Dieses Triebwerk besaß zwar keinen guten Verdichter, was bei der Ar 67 zu schlechten Leistungen führte; damit konnte das Flugzeug jedoch zumindest schon einmal geflogen werden, solange die Jumo-Motoren nicht verfügbar waren.
Am 6. Juli 1935 hob die V 1 zum Erstflug ab. Damit war es eines der ersten Flugzeuge im Wettbewerb, das dazu überhaupt schon in der Lage war. Nur wenige Wochen später verlor jedoch einer der Testpiloten die Kontrolle über das Flugzeug und es wurde zerstört.
In diesen wenigen Wochen erwies sich aber bereits das Fahrgestell als ein echtes Problem. Beim Einziehen blieb es immer wieder im halb geschlossenen Zustand stecken, konnte glücklicherweise aber zur Landung wieder ausgefahren werden. Mehrere Versuche, dieses Problem zu lösen, blieben erfolglos. Wenn das Flugzeug aufgebockt im Hangar stand, funktionierte das Fahrwerk tadellos. Schließlich stellte sich heraus, dass der im Flug auf den Stoßdämpfer wirkende Luftstrom diesen so in seinem Rohr verkanten ließ, dass das Rad zum Einfahren nicht gedreht werden konnte.
Ein weiteres sich während des Baus ergebendes Problem war, dass sich Rethels Streifenkonstruktion als wesentlich schwerer als erwartet herausstellte. Das Hauptproblem bestand darin, dass wesentlich mehr Niete als erwartet erforderlich waren. Am Ende wurde das Flugzeug insgesamt zu schwer.
Die V 2 wurde in großer Eile gebaut, aber das Jumo-Triebwerk war immer noch nicht verfügbar. Um den Wettbewerbsteilnehmern ein einigermaßen realistisches Triebwerk geben zu können, tauschte das RLM eine He 70 gegen vier Rolls-Royce Kestrel V ein. Der Kestrel V war zwar im Grunde der gleiche Motor wie der VI, besaß jedoch einen wesentlich besseren Verdichter und stellte zu dieser Zeit den stärksten verfügbaren Motor dar. Die Unternehmen kämpften hart darum, dieses Triebwerk für ihre Prototypen zu erhalten. Vermutlich zeichnete sich das zukünftige Ergebnis schon jetzt ab, denn BFW erhielt zwei Motoren, Arado und Heinkel je einen und Focke-Wulf gar keinen.
Im Herbst 1937 wurde die V 2 mit dem Kestrel fertiggestellt und die Erprobung aufgenommen. Erneut erwies sich das Fahrwerk als Problem. Blume gab Rethel die Schuld an diesen Schwierigkeiten und sagte, dass er von Anfang an skeptisch gegenüber der Konstruktion gewesen sei. Er entschied, dass der Leistungsnachteil eines festen Fahrwerks durch sein geringeres Gewicht ausgeglichen würde und verpasste der Ar 80 ein solches Fahrwerk – ähnlich dem, das bereits die Doppeldecker besessen hatten. Mehrere Monate gingen für die Änderung verloren.
Das feste Fahrgestell sparte jedoch nicht so viel Gewicht ein wie erwartet und das Flugzeug war mit 1630 kg Leermasse immer noch 16 % schwerer als vorgesehen. Voll beladen wog es 2100 kg. Damit war es auch mit dem Kestrel V untermotorisiert. Auch der Luftwiderstand war höher als erwartet. Am Ende konnte es also nicht überraschen, dass das Flugzeug nur eine enttäuschende Leistung erbrachte und lediglich 410 km/h erreichte.
Anfang 1936 kam endlich der Jumo 210. Dieser hatte zwar weniger Startleistung als der Kestrel, im Flug war die Leistung jedoch vergleichbar. Die Geschwindigkeit konnte mit zunehmender Höhe gesteigert werden, aber die Leistung in Bodennähe und die Steigleistung fielen deutlich ab. Arado vertrat die Meinung, dass die Montage eines Verstellpropellers beides verbessern könnte und die Höchstgeschwindigkeit auf 425 km/h steigern könnte. Bis zum Vergleichsfliegen wurden aber keine derartigen Versuche mehr unternommen.
Obwohl die Arado als eines der ersten Flugzeuge im Wettbewerb tatsächlich flog, kam es aufgrund der anhaltenden Probleme mit dem Fahrwerk und dem Triebwerk als eines der letzten zum Vergleichsfliegen an. Es wurde am 8. Februar 1936 in Travemünde angeliefert und im März nach Rechlin verlegt. Dort zeigte sich, dass die Ar 80 gegen die Konkurrenz von Heinkel und BFW keinerlei Chance hatte.

## Weitere Versuchsmuster
Zu diesem Zeitpunkt war die V 3 bereits fertiggestellt. Um Gewicht zu sparen, wurde der Knickflügel durch einen geraden ersetzt, wodurch ein leicht verlängertes Fahrwerk erforderlich wurde. Außerdem wurde ein Jumo 210C mit einem Verstellpropeller eingebaut, was eine Geschwindigkeit von 410 km/h ergab. Zu dieser Zeit hat das RLM die Konstruktion bereits abgelehnt und die V 3 blieb bei Arado im Hangar.
1937 wurde die V 3 als fliegender Versuchsstand für verschiedene Experimente reaktiviert. Hinter dem Pilotensitz wurde ein zweiter Sitzplatz für einen Beobachter eingebaut und durch eine Haube ergänzt. Bei diesem Flugzeug wurde erstmals mit einer 20-mm-Kanone durch die hohle Propellerwelle hindurch geschossen. Damit wurde die Ar 80 zum ersten deutschen Flugzeug mit Motorkanone (MK) – einer Bewaffnung, die später bei vielen Jagdflugzeugen zum Standard wurde; so auch bei der Messerschmitt Bf 109, die das Vergleichsfliegen schließlich gewann.
1938 wurde die V 3 erneut umgebaut, um neue Fowlerklappen für die Arado Ar 198 und Arado Ar 240 zu testen. Die Versuche zeigten, dass diese Klappen derart effektiv waren, dass sich die Auftriebsverteilung an der Tragfläche radikal änderte. Daher wurde eine zusätzliche Modifikation vorgenommen, durch welche die Querruder gemeinsam mit den Klappen abgesenkt wurden. Die Versuche führten schließlich zur „Arado-Landeklappe“ und neuen Querrudern.

## Schlussfolgerung
Die Arado 80 war anscheinend ein Opfer ihres eigenen Erfolgs. Es waren Arados eigene Konstruktionen, welche die Spezifikation der Ausschreibung zum R-IV-Flugzeug bestimmten. Zugleich handelte es sich aber auch um die älteste unter den eingereichten Konstruktionen. Aufgrund der Geschwindigkeit, mit der die Flugzeugentwicklung in den 1930er-Jahren voranschritt, war das zuletzt entwickelte Flugzeug fast schon sicher auch das beste – und genau so war es beim Sieg der Bf 109.
Die Summe aus Arados mangelnder Erfahrung beim Bau von Flugzeugen in Schalenbauweise und Blumes Unfähigkeit, das Problem mit dem Einziehfahrwerk zu lösen, führte vorhersehbar dazu, dass dieses Flugzeug nie eine Chance hatte. Da nur drei Prototypen gebaut wurden, ist es auch wenig überraschend, dass es heute kaum noch bekannt ist.

## Technische Daten
| Kenngröße             | Daten (Ar 80 V2)                                                                   |
| --------------------- | ---------------------------------------------------------------------------------- |
| Besatzung             | 1                                                                                  |
| Spannweite            | 11,80 m                                                                            |
| Länge                 | 10,10 m                                                                            |
| Höhe                  | 2,75 m                                                                             |
| Flügelfläche          | 21,00 m²                                                                           |
| Flügelstreckung       | 6,6                                                                                |
| Flächenbelastung      | 100,00 kg/m²                                                                       |
| Leistungsbelastung    | 3,44 kg/PS                                                                         |
| Leermasse             | 1.645 kg                                                                           |
| Zuladung              | 455 kg                                                                             |
| Startmasse            | 2.100 kg                                                                           |
| Antrieb               | ein flüssigkeitsgekühlter Zwölfzylinder-V-Motor Jumo 210 C mit 610 PS (ca. 450 kW) |
| Höchstgeschwindigkeit | 360 km/h in Bodennähe 425 km/h in 4.000 m Höhe 410 km/h in 6.000 m Höhe            |
| Landegeschwindigkeit  | 96 km/h                                                                            |
| Steigzeit             | 9,5 min auf 6.000 m Höhe                                                           |
| Dienstgipfelhöhe      | 10.000 m                                                                           |
| Reichweite            | 600 km                                                                             |
| Bewaffnung            | –                                                                                  |